# ديمار كارول
ديمار كارول  (بالإنجليزية: DeMarre Carroll)‏ مواليد 27 يوليو 1986، هو لاعب كرة سلة أمريكي يلعب مع فريق أتلانتا هوكس في الرابطة الوطنية لكرة السلة ويحمل الرقم 5. يبلغ طوله 6 قدم 8 بوصة (2.0 م).

## فرق لعب لها
- ميمفيس غريزليس
- هيوستن روكتس
- دنفر ناغتس
- يوتاه جاز
- أتلانتا هوكس

## روابط خارجية
- ديمار كارول على موقع إن بي أي (الإنجليزية)
- ديمار كارول على موقع سبورتس رفرنس (الإنجليزية)
- ديمار كارول على موقع كرة السلة الأوروبية.كوم (الإنجليزية)
- ديمار كارول على موقع إي إس بي إن.كوم (الإنجليزية)
- ديمار كارول على موقع كلية كرة السلة في سبورتس رفرنس.كوم (الإنجليزية)
- ديمار كارول على موقع ريلجم (الإنجليزية)
- ديمار كارول على موقع بروبوليرز (الإنجليزية)
- ديمار كارول على موقع سبورتس رفرنس (الإنجليزية)
- ديمار كارول على موقع سبورتس رفرنس (الإنجليزية)